# 横浜市立新田小学校
横浜市立新田小学校（よこはましりつ にったしょうがっこう）は、神奈川県横浜市港北区新吉田町に位置する市立小学校。校地面積17,172平方メートル。建物面積約6,388平方メートル（体育館を含む）。周辺に緑の多い小高い丘に位置し、落ち着いた環境にある。

## 学校教育目標
互いを思いやり、認め合い、自分の生き方を創り出すことができるようにします。
- 【知】 意欲と自信をもち、主体的・対話的で深い学びを目指す子どもを育てます。
- 【徳】 自分や仲間のよさを見つけ、豊かな関わり合いをもてる子どもを育てます。
- 【体】 自分や仲間の生命と身体を大切にする子どもを育てます。
- 【公】 地域を愛し、共に歩むことができる子どもを育てます。
- 【開】 社会に目を向け、これからを考えることができる子どもを育てます。

## 歴史
1873年（明治6年）に創立された新羽学舎と吉田学舎（1875年に新羽学校と吉田学校に改称）が合併して、「神奈川県都筑郡新田村立尋常新田小学校」として1893年（明治26年）4月に開校。創立当初の児童数は3学級215名、職員数は3名。開校された場所は、高田、吉田、新羽の3つの村が合併して代表的な農村地帯になった新田村だった。
1929年（昭和4年）に建設されたトタン葺きの木造校舎は関東大震災の経験を活かし、堅牢・耐震・耐風・利便性が高く明るく衛生的であることを目標に建てられた。幅の広い廊下（約270センチ）、階段の代わりにスロープ、光線透過率の低い着色ガラスを窓に使用した理科室と準備室、工作室、作法室、畳張りの裁縫室、応接室、職員室から分離した校長室など、当時としては斬新なアイデアを盛り込んだ近代的な校舎だったという。建築資金の5万円（現在の物価換算で8000万円以上）は内務省と大蔵省の許可を得て、村債を発行して賄った。
1950年（昭和25年）、分教場だった横浜市立高田小学校が児童数増加により本校より分離独立。その後昭和46年に横浜市立新吉田小学校が、昭和52年には横浜市立新羽小学校もそれに続いた。
高度経済成長期の1965年（昭和40年）頃から、京浜地区のベッドタウンとして学区内の住宅地造成分譲が増加し人口が激増。それに比例して児童の転入も増え、1年間に200名増加した年が3年続いた。教室を確保するために、もともと広くなかった運動場にプレハブの仮設校舎が次々と立ち並び、体育館もなかったため、体育の授業や運動会は近隣の会社の広場を借りておこなったという。
1980年（昭和55年）、50年ほど使用されてきた木造校舎の老朽化のため、裏山の高台に校舎を新築し移転。屋上に25mプールが設置され、運動場が広くなり体育館も新設された。初代校長の塩田武三が学校の創立記念で植えたものと伝えられているシンボルツリーの楠は、新しいグラウンドに移植された。
- 1893年（明治26年） - 新田村倉部谷4219番地に開校（4月）
- 1894年（明治27年） - 新田村吉田3234番地に校舎新築移転（9月）
- 1895年（明治28年） - 高等科が併設され「新田村立尋常高等小学校」に改称
- 1899年（明治32年） - 校地を拡張し、2教室を増築(4月)
- 1906年（明治39年） - 農業補習学校を併設（12月）
- 1907年（明治40年） - 運動場を195坪拡張（10月）
- 1908年（明治41年） - 校地内に教員住宅を1棟新築(5月）／ 校庭の東隅に日露戦役記念碑を建立
- 1910年（明治43年） - 二教室を増築（6月）
- 1911年（明治44年） - 農業実習地を設ける（4月）／ 運動場中央を貫通する用水掘に板橋を架設
- 1918年（大正07年） - 校地拡張（6月）
- 1919年（大正08年） - 校地拡張、校舎増築（5月）／ 校舎改築（10月）
- 1923年（大正12年） - 「新田尋常高等小学校」に改称（4月）／ 関東大震災により4つの教室が倒壊するが、村内で流行していた腸チフスによる休校のため人的被害は無かった（9月）
- 1924年（大正13年） - 倒壊した校舎の復旧が完了（9月）
- 1929年（昭和04年） - 木造二階建てで、当時としては近代的な校舎を新築（7月）
- 1932年（昭和07年） - 高田小学校が本校の分教場になる（4月～昭和25年2月）
- 1935年（昭和10年） - 新田村立青年学校を併設（7月～昭和22年）
- 1937年（昭和12年） - 二宮金次郎の銅像が建立（後の第2次世界大戦中に供出）
- 1939年（昭和14年） - 横浜市編入により校名を「横浜市立新田尋常高等小学校」に改称（4月）
- 1941年（昭和16年） - 国民学校令施行により「横浜市立新田国民学校」に改称（4月）
- 1944年（昭和19年） - 子安国民学校（現：横浜市立子安小学校）の疎開児童に校舎の一部を貸与（8月～昭和20年9月）[6] ／ 校舎の一部が陸軍の宿舎になる
- 1945年（昭和20年） - 空襲の激化により分散授業開始（5月）／ 疎開解除（9月27日）
- 1947年（昭和22年） - ララ物資による学校給食開始（1月）／ 6・3制実施に伴い「横浜市立新田小学校」に改称（4月）／ 横浜市立新田中学校が本校に同居（5月～昭和26年11月）
- 1948年（昭和23年） - 校内放送設備が完成（4月）
- 1949年（昭和24年） - 新田小学校父母と教師の会（PTA）が発足（3月）／ プール使用開始（7月）／ 給食調理場完成（9月）／ 横浜市立大綱中学校の一部が本校と同居
- 1950年（昭和25年） - プール・洗面所・便所・調理場に送水工事完成（7月）／ 非常階段設置（10月）
- 1951年（昭和26年） - 二宮金次郎の石像設置 ／ 全教室にストーブ設置（12月）
- 1952年（昭和27年） - 第3回よい歯のコンクールで優良校に選ばれる（7月）／ 図書室が整備される（8月）
- 1953年（昭和28年） - 創立60周年記念祝賀式挙行（3月）／ 新田小学校校歌が制定
- 1957年（昭和32年） - 学校の井戸水が原因で集団赤痢が発生し、80数名が入院（6月～9月）
- 1960年（昭和35年） - 第5回昆虫採集コンクールで読売新聞社賞を受賞（9月）／ 動植物標本コンクールで国立自然教育園長賞を受賞（10月）
- 1963年（昭和38年） - 創立70周年記念式典挙行 ／ 給食調理場改築
- 1965年（昭和40年） - 低学年用プールがPTA特別事業により新設 ／ 住宅地造成分譲が急増し児童数も増えたため、校庭にプレハブ校舎を仮設 ／ 市教育委員会・県小学校体育研究会からの依頼で、体育課を主軸に研究発表を実施（昭和40年秋・昭和41年夏）
- 1966年（昭和41年） - 小学校体育の振興に寄与し表彰される（2月）
- 1967年（昭和42年） - さらなる児童増加に対応するため旧校舎を解体し鉄筋二階建て校舎を新設。用務員室、便所改築。旧成年学校作業場を改造し、留守家庭指導室（現「仲よしクラブ」）にあてる ／ 仮校舎移設
- 1969年（昭和44年） - たび重なる児童増加のためプレハブ校舎2棟が仮設
- 1970年（昭和45年） - 鉄筋二階建て校舎の上部に3・4階部分を増築
- 1971年（昭和46年） - 新吉田小学校が開校し、児童約800名が分離（9月）
- 1973年（昭和48年） - 創立80周年記念式典挙行（5月）／ PTA記念事業として「岩石園」を、地元の人々の奉仕によって造園（昭和55年の新校舎移転時に取り壊し）
- 1974年（昭和49年） - 木造校舎の床張替修繕。校舎移転準備委員会発足
- 1977年（昭和52年） - 新羽小学校が開校し、約500名の児童が分離（4月）
- 1979年（昭和54年） - 新校舎建築工事開始
- 1980年（昭和55年） - 横浜市港北区新羽町3226番地に新校舎が完成し、9月から授業開始（元の鉄筋校舎は新田地区センターとして改修）
- 1981年（昭和56年） - 校庭にスプリンクラーを設置し、砂場を新設。
- 1982年（昭和57年） - 創立90周年
- 1983年（昭和58年） - 校庭に旗掲揚塔を新設 ／ 港北区ジュニアスポーツ大会で6年生がミニバスケットボールで第3位（11月）
- 1985年（昭和60年） - 校庭に防球ネットを新設。校庭の西隅に投的板を設置。特殊学級教室改装工事。校地内に外周マラソンコースを設置。
- 1986年（昭和61年） - ジャングルジム新設。コンクリート円錐台形すべり台設置
- 1987年（昭和62年） - 普通教室2つを改造して視聴覚教室を設置
- 1988年（昭和63年） - 校庭表面部分整地 ／ 犯罪のない明るい地域づくりに貢献し表彰される
- 1989年（平成元年） - 第8回港北区民相撲大会・団体の部で準優勝。港北区制50周年記念・第9回港北区民ジュニアスポーツ大会でサッカー部が準優勝。
- 1990年（平成02年） - 校地整備事業。遊水地を埋めたてて遊戯設備（不思議ランド）を設置。屋上プール改修 ／ 第9回港北区民相撲大会・小学生の部で団体3位
- 1992年（平成04年） - 創立100周年記念式典開催。記念碑建立 ／ 北門への通学路整備
- 1997年（平成09年） - はまっ子ふれあいスクール開設 ／ 防災備蓄庫設置
- 1998年（平成10年） - 耐震補強工事
- 2000年（平成12年） - 保健相談室、放送室設置
- 2001年（平成13年） - 地域防災簡易防災備蓄庫設置。循環式地下貯水槽設置。
- 2002年（平成14年） - 創立110周年
- 2003年（平成15年） - 校庭整備工事。屋内運動場耐震補強工事。
- 2004年（平成16年） - 光ファイバー引き込み。防犯カメラ設置。
- 2005年（平成17年） - 無線緊急連絡装置設置
- 2006年（平成18年） - 北門電気錠設置
- 2007年（平成19年） - プール循環濾過設備改修工事。防災無線の設置。
- 2008年（平成20年） - 非常放送設備改修工事。はまっ子教室改修工事。
- 2012年（平成24年） - 創立120周年

## 校歌
1953年（昭和28年）3月1日、創立60周年記念として「郷土色豊かで、新しい時代にふさわしく、小学校向けで子供たちに親しみやすく、夢を持ったもの」の要旨で公募された。多くの応募があったが、協議の末に作詞は元校長の野路当作、作曲は横浜市教育委員会・指導主事の松井健祐に依頼することになった。

## 主な進学先
ほとんどの生徒が近隣の横浜市立新田中学校、横浜市立新羽中学校へと進学する。

## 歴代校長
| 代数   | 氏名       | 着任                                   |
| ------ | ---------- | -------------------------------------- |
| 初代   | 塩田武三郎 | 1893年（明治26年）4月                  |
| 二代   | 井汲勝雄   | 1905年（明治38年）6月                  |
| 三代   | 長野 宏    | 1912年（大正元年）8月                  |
| 四代   | 小島伊三郎 | 1915年（大正4年）9月                   |
| 五代   | 永塚桂太郎 | 1925年（大正14年）4月                  |
| 六代   | 青木龍助   | 1927年（昭和2年）4月                   |
| 七代   | 野路當作   | 1932年（昭和7年）7月                   |
| 八代   | 花田祐信   | 1938年（昭和13年）9月                  |
| 九代   | 槇田静見   | 1942年（昭和17年）8月                  |
| 十代   | 平野誠也   | 1949年（昭和24年）4月                  |
| 十一代 | 鈴木良助   | 1952年（昭和27年）5月                  |
| 十二代 | 斉藤登止男 | 1956年（昭和31年）9月                  |
| 十三代 | 西ヶ谷輝夫 | 1960年（昭和35年）4月                  |
| 十四代 | 坂間 博    | 1966年（平成41年）9月                  |
| 十五代 | 角田 萬    | 1971年（昭和46年）9月                  |
| 十六代 | 南雲昭次   | 1974年（昭和49年）9月                  |
| 十七代 | 森田宏久   | 1981年（昭和56年）9月 〈59年3月 死去〉 |
| 十八代 | 小方一男   | 1984年（昭和59年）4月                  |
| 十九代 | 武田周太   | 1987年（昭和62年）4月                  |
| 二十代 | 岡町和美子 | 1990年（平成2年）4月                   |
|        |            |                                        |
|        | 石井義彦   | 2011年（平成23年）4月                  |
|        | 岡田克己   | 2014年（平成26年）4月                  |
|        | 高橋 実    | 2018年（平成30年）4月                  |
|        | 村岡 靖    | 2021年（令和3年）4月                   |

## 交通
- 横浜市営地下鉄ブルーライン新羽駅から徒歩約15分。
- 東急東横線・綱島駅より東急バス綱71,72,73,79系統。「貝塚中町」バス停下車・徒歩約5分。綱71系統「ししがはな」バス停下車・徒歩約2分。
- JR東日本、横浜市営地下鉄ブルーライン新横浜駅より東急バス・綱島駅行（綱72系統）。「貝塚中町」バス停下車・徒歩約5分。